# Dölf Biasotto

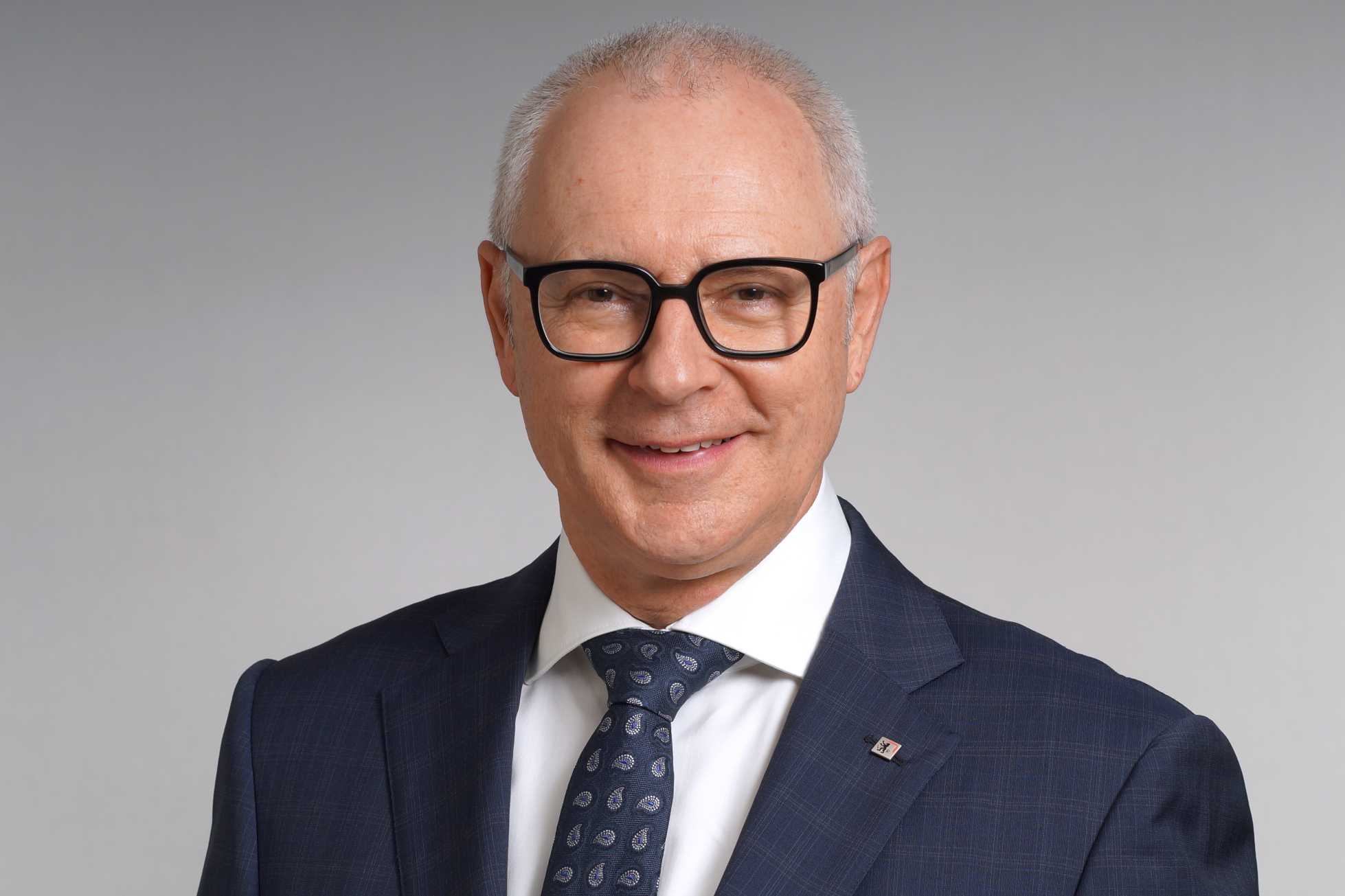
Dölf Biasotto

Dölf Biasotto (* 15. September 1961 in Urnäsch, heimatberechtigt in Urnäsch) ist ein Schweizer Politiker (FDP).

## Leben
Dölf Biasotto wuchs in Urnäsch auf. Er besuchte die Kantonsschule Trogen und studierte von 1981 bis 1986 Bauingenieurwesen an der ETH Zürich. Danach arbeitete er als Projekt- und Bauleiter, später als Bauführer im Hoch- und Tiefbau und wurde Mitinhaber und Geschäftsführer mehrerer Bauunternehmungen. Ab 2003 war er Inhaber und Geschäftsführer der Biasotto AG in Urnäsch, die 1889 von seinen Urgrosseltern gegründet worden war. Das Unternehmen ist im Bereich Baudienstleistungen, Projektentwicklung, Bauherrenmanagement, Wirtschaftsmediation und Immobilien tätig. 2008 schloss Biasotto eine Weiterbildung zum Mediator IRP an der Universität St. Gallen ab. Nach seiner Wahl in den Regierungsrat 2017 trat er aus dem Verwaltungsrat zurück, die Biasotto AG (Immobilien) wird seither von seiner Frau und seinen Kindern geführt.
Biasotto ist verheiratet und Vater von zwei Kindern. Er ist Oberst der Schweizer Armee. Sein Hobby sind Mineralien und Fossilien, 2014 entdeckte er im Bord einer Baustelle an der Kantonsstrasse in Bühler einen versteinerten Nashornschädel.

## Politik
Von 1994 bis 2006 war Biasotto Mitglied der Maturitätskommission der Kantonsschule Trogen und von 1997 bis 2006 Mitglied der Mittelschulkommission Appenzell Ausserrhoden. Zudem wirkte er in verschiedenen Vorständen mit, darunter die Ueli Prager Stiftung, die Appenzellische Gemeinnützige Gesellschaft (AGG) und die Heilpädagogische Schule Roth-Haus.
Von 1994 bis 2017 gehörte er der Ortsplanungskommission der Gemeinde Urnäsch an. Ab 1997 war er Verwaltungsrat der Elektrizitätswerk Urnäsch AG, von 2007 bis 2017 als Präsident.
Von 2007 bis 2017 war Biasotto Vorstandsmitglied der FDP Urnäsch, von 2009 bis 2014 als Präsident. Seit 2017 gehört er als beratendes Mitglied der Parteileitung der FDP Appenzell Ausserrhoden an.
2009 wurde Biasotto in den Kantonsrat gewählt, 2016 wurde er 1. Vizepräsident.
2017 wurde er in den Regierungsrat gewählt und übernahm das Departement Bau und Volkswirtschaft. Von 2021 bis 2023 präsidierte er die Kantonsregierung als Landammann.
In seiner Funktion als Vorsteher des Bau- und Volkswirtschaftsdepartements ist Biasotto Mitglied diverser Gremien: Verwaltungsrat St. Gallisch-Appenzellische Kraftwerke AG (SAK), Jagdkommission, Kommission für Landwirtschaft, Tiefbaukommission, Umwelt- und Energiekommission etc.